# Število praštevil
Števílo práštevíl je v matematiki nemultiplikativna aritmetična funkcija poljubnega pozitivnega realnega števila {\displaystyle x\,}, ki se jo označi s {\displaystyle \pi (x)\,}, in da število praštevil, ki ne presegajo {\displaystyle x\,}. Po navadi se namesto realnega števila vzame pozitivno celo število {\displaystyle n\,}. Prve vrednosti {\displaystyle \pi (n)\,} za n = 1, 2, 3, ... so (OEIS A000720):
0, 1, 2, 2, 3, 3, 4, 4, 4, 4, 5, 5, 6, 6, 6, 7, 7, 8, 8, ...

## Zgodovina
V teoriji števil je pomembno raziskovanje obnašanja števila praštevil. Gauss in Legendre sta domnevala, da je vrednost funkcije približno enaka:
{\displaystyle x/\ln x\!\,,}
tako da je limita kvocienta funkcij {\displaystyle \pi (x)\,} in {\displaystyle x/\ln x\,}:
{\displaystyle \lim _{x\rightarrow +\infty }{\frac {\pi (x)}{x/\operatorname {ln} \,x}}=1\!\,.}
Asimptotično obnašanje {\displaystyle \pi (x)\sim x/\ln x\,}, je dano s praštevilskim izrekom. 
Enakovredno kot zgoraj velja: 
{\displaystyle \lim _{x\rightarrow +\infty }\pi (x)/\operatorname {li} (x)=1\!\,,}
kjer je {\displaystyle \operatorname {li} (x)\,} fukcija logaritemskega integrala. Praštevilski izrek sta leta 1896 neodvisno dokazala Hadamard in La Vallée Poussin s pomočjo značilnosti Riemannove funkcije ζ, ki jo je uvedel Riemann leta 1859.
Znane so točnejše ocene za {\displaystyle \pi (x)\,}, kot je na primer: 
{\displaystyle \pi (x)=\operatorname {li} (x)+{\mathcal {O}}\left(x\exp \left(-{\frac {\sqrt {\ln(x)}}{15}}\right)\right)\!\,,}
kjer je {\displaystyle {\mathcal {O}}\,} Landauov simbol. Elementarne dokaze praštevilskega izreka brez uporabe funkcije ζ ali kompleksne analize sta leta 1948 večinoma neodvisno odkrila Selberg in Erdős.
Funkcijo {\displaystyle \pi (x)\,} je raziskoval James Joseph Sylvester.
Podobna je domneva za praštevilske vrste:
{\displaystyle G(n,x)=\sum _{p}^{x}p^{n}\sim \pi (x^{n+1})\!\,.}

## Algoritmi za računanjeπ(x){\displaystyle \pi (x)\,}
Preprost način za računanje {\displaystyle \pi (x)\,}, če {\displaystyle x\,} ni prevelik, je Eratostenovo sito, s katerim se najde praštevila manjša ali enaka {\displaystyle x\,}, in se jih prešteje.
Bolj izdelano pot je podal Legendre. Če so za dani {\displaystyle x\,} {\displaystyle p_{1}\,}, {\displaystyle p_{2}\,}, ..., {\displaystyle p_{k}\,} različna praštevila, je število celih števil manjših ali enakih od {\displaystyle x\,}, ki niso deljiva s {\displaystyle p_{i}\,}:
{\displaystyle \lfloor x\rfloor -\sum _{i}\left\lfloor {\frac {x}{p_{i}}}\right\rfloor +\sum _{i<j}\left\lfloor {\frac {x}{p_{i}p_{j}}}\right\rfloor -\sum _{i<j<k}\left\lfloor {\frac {x}{p_{i}p_{j}p_{k}}}\right\rfloor +\cdots \!\,,}
kjer je {\displaystyle \lfloor \cdot \rfloor } funkcija celega dela. To število je tako enako: 
{\displaystyle \pi (x)-\pi \left({\sqrt {x}}\right)+1\ \;,}
kjer so števila {\displaystyle p_{1},p_{2},\dots ,p_{k}\,} praštevila manjša ali enaka kvadratnemu korenu od {\displaystyle x\,}.
Meissel je v nizu člankov, objavljenih med letoma 1870 in 1885, opisal in uporabil praktični kombinatorični način računanja {\displaystyle \pi (x)\,}. Naj bodo {\displaystyle p_{1}\,}, {\displaystyle p_{2}\,}, ..., {\displaystyle p_{n}\,} prva {\displaystyle n\,} praštevila in naj {\displaystyle \Phi (m,n)\,} označuje število naravnih števil manjših od {\displaystyle m\,}, ki niso deljiva s kakšnim {\displaystyle p_{i}\,}. Potem velja:
{\displaystyle \Phi (m,n)=\Phi (m,n-1)-\Phi \left(\left[{\frac {m}{p_{n}}}\right],n-1\right)\!\,.}
Če za dano naravno število {\displaystyle m\,} velja {\displaystyle n=\pi \left({\sqrt[{3}]{m}}\right)\,} in {\displaystyle \mu =\pi \left({\sqrt {m}}\right)-n\,}, potem velja:
{\displaystyle \pi (m)=\Phi (m,n)+n(\mu +1)+{\frac {\mu ^{2}-\mu }{2}}-1-\sum _{k=1}^{\mu }\pi \left({\frac {m}{p_{n+k}}}\right)\!\,.}
S tem pristopom je Meissel izračunal {\displaystyle \pi (x)\,} za {\displaystyle x\,} enak 5 · 105, 106, 107 in 108.
Leta 1959 je Lehmer razširil in poenostavil Meisslovo metodo. Za realno število {\displaystyle m\,} in za naravni števili {\displaystyle n\,} in {\displaystyle k\,} naj je {\displaystyle P_{k}(m,n)\,} število števil manjših od {\displaystyle m\,} z natanko {\displaystyle k\,} prafaktorji, večjimi od {\displaystyle p_{n}\,}. Naj velja tudi {\displaystyle P_{0}(m,n)=1\,}. Potem je:
{\displaystyle \Phi (m,n)=\sum _{k=0}^{+\infty }P_{k}(m,n)\!\,,}
kjer ima vsota dejansko le končno število neničelnih členov. Naj {\displaystyle y\,} označuje takšno celo število, da je {\displaystyle {\sqrt[{3}]{m}}\leq y\leq {\sqrt {m}}\,} in naj je {\displaystyle n=\pi (y)\,}. Potem je {\displaystyle P_{1}(m,n)=\pi (m)-n\,} in {\displaystyle P_{k}(m,n)=0\,}, ko je {\displaystyle k\geq 3\,}. Zato:
{\displaystyle \pi (m)=\Phi (m,n)+n-1-P_{2}(m,n)\!\,.}
{\displaystyle P_{2}(m,n)\,} je moč izračunati kot:
{\displaystyle P_{2}(m,n)=\sum _{y<p\leq {\sqrt {m}}}\left(\pi \left({\frac {m}{p}}\right)-\pi (p)+1\right)\!\,.}
{\displaystyle \Phi (m,n)\,} se lahko izračuna s pomočjo naslednjih pravil:
1. {\displaystyle \Phi (m,0)=\lfloor m\rfloor \!\,,}
2. {\displaystyle \Phi (m,b)=\Phi (m,b-1)-\Phi \left({\frac {m}{p_{b}}},b-1\right)\!\,.}

S pomočjo te metode in računalnika IBM 701 je Lehmer lahko izračunal {\displaystyle \pi \left(10^{10}\right)\,}.
Hvang Čeng je na konferenci o praštevilih na Univerzi v Bordeauxu uporabil naslednji enakosti:
{\displaystyle e^{(a-1)\Theta }f(x)=f(ax)\!\,,}
{\displaystyle J(x)=\sum _{n=1}^{\infty }{\frac {\pi (x^{1/n})}{n}}\!\,,}
pri čemer je {\displaystyle x=e^{t}\,}. Z Laplaceovo transformacijo obeh strani in geometrično vsoto {\displaystyle e^{n\Theta }\,} izhaja:
{\displaystyle {\frac {1}{2{\pi }i}}\int _{c-i\infty }^{c+i\infty }g(s)t^{s}\,\mathrm {d} s=\pi (t)\!\,,}
{\displaystyle {\frac {\ln \zeta (s)}{s}}=(1-e^{\Theta (s)})^{-1}g(s)\!\,,}
{\displaystyle \Theta (s)=s{\frac {\mathrm {d} }{\mathrm {d} s}}\!\,.}

## Druge funkcije štetja praštevil
Uporabljajo se tudi druge funkcije, ker je lažje delati z njimi. Ena od njih je Riemannova funkcija števila praštevil, običajno označena kot {\displaystyle \Pi _{0}(x\,)} in tudi {\displaystyle f(x)\,}. Funkcija narašča korakoma po {\displaystyle 1/n\,} za praštevilske potence {\displaystyle p^{n}\,}, in zavzema vrednosti na polovici obeh nezveznosti. Na ta način je lahko določena z obratom Mellinove transformacije. Strogo se lahko določi {\displaystyle \Pi _{0}(x)\,} kot:
{\displaystyle \Pi _{0}(x)={\frac {1}{2}}{\bigg (}\sum _{p^{n}<x}{\frac {1}{n}}\ +\sum _{p^{n}\leq x}{\frac {1}{n}}{\bigg )}\!\,,}
kjer je {\displaystyle p\,} praštevilo.
Lahko se piše tudi:
{\displaystyle \Pi _{0}(x)=\sum _{2}^{x}{\frac {\Lambda (n)}{\ln n}}-{\frac {1}{2}}{\frac {\Lambda (x)}{\ln x}}=\sum _{n=1}^{\infty }{\frac {1}{n}}\pi _{0}(x^{1/n})\!\,,}
kjer je {\displaystyle \Lambda (n)\,} von Mangoldtova funkcija in:
{\displaystyle \pi _{0}(x)={\frac {\pi (x-0)+\pi (x+0)}{2}}\!\,.}
Möbiusova inverzna formula da:
{\displaystyle \pi _{0}(x)=\sum _{n=1}^{\infty }{\frac {\mu (n)}{n}}\Pi _{0}(x^{1/n})=\int _{1}^{\infty }duM'(u)\Pi _{0}(x^{1/u})u^{-1}\!\,,}
kjer je {\displaystyle M(u)\,} Mertensova funkcija.
Z zvezo med Riemannovo funkcijo ζ(·) in von Mangoldtovo funkcijo Λ(·) ter Perronovo enačbo je:
{\displaystyle \ln \zeta (s)=s\int _{0}^{\infty }\Pi _{0}(x)x^{-s+1}\,dx\!\,.}
Funkcija {\displaystyle \pi (x)\,} je v tesni zvezi s funkcijama Čebišova θ(x) in ψ(x), ki razvrščata praštevila ali praštevilske potence {\displaystyle p^{n}\,} z {\displaystyle \ln p\,}:
{\displaystyle \theta (x)=\sum _{p\leq x}\ln p\!\,,}
{\displaystyle \psi (x)=\sum _{p^{n}\leq x}\ln p=\sum _{n=1}^{\infty }\theta (x^{1/n})=\sum _{n\leq x}\Lambda (n)\!\,.}